# Ewa Kowalska-Zając
Ewa Teresa Kowalska-Zając – profesor doktor habilitowany Akademii Muzycznej w Łodzi. W latach 2008–2016 była dziekanem Wydziału Kompozycji, Teorii Muzyki, Rytmiki i Edukacji Muzycznej. Naukowo zainteresowana muzyką współczesną (szczególnie tematyką awangardy).
W 1989 ukończyła studia na Akademii Muzycznej w Łodzi, na podstawie pracy z zakresu teorii muzyki pt. III Symfonia Witolda Lutosławskiego – analiza zjawisk wertykalnych, za którą otrzymała wyróżnienie. W 1991 roku ukończyła kompozycję w klasie B.K. Przybylskiego. W okresie studiów uczestniczyła w Wakacyjnych Kursach dla Młodych Kompozytorów organizowanych przez PTMW oraz Internationale Ferienkurse für Neue Musik w Darmstadt. Na przełomie 1997–1998 roku była stypendystką The Research Support Scheme w ramach Open Society Institute/Higher Education Support Programme (OSI/HESP).
Została odznaczona Srebrnym (2002) i Złotym (2022) Krzyżem Zasługi.

## Działalność artystyczna
Jej kompozycje wykonywano w ramach Sesji Musica Moderna w Akademii Muzycznej Łodzi, na koncercie Koła Młodych XXXV Międzynarodowego Festiwalu Muzyki Współczesnej Warszawska Jesień w 1992 roku, Festiwalu Współczesnej Muzyki Kameralnej i Organowej w Legnicy w 1992 roku oraz w trakcie VI Ogólnopolskiego Festiwalu Współczesnej Twórczości Muzycznej dla Dzieci i Młodzieży DO-RE-MI, w 1997 roku.

## Ważniejsze kompozycje muzyczne
- Monolog na dwa flety (1988)
- Preludia na organy (1989)
- Gezeiten II na 5 fletów (1989)
- Muzyka kameralna na trąbkę i 7 instrumentów (1990)
- Pieśni do słów Zbigniewa Herberta (1991)
- Sinfonietta na orkiestrę (1991)
- Trzy utwory na flet i trąbkę (1994)

## Wybrane publikacje naukowe
- Bernard Pietrzak (1924–1978) – portret kompozytora, „XXVII Zeszyt Naukowy Akademii Muzycznej w Łodzi”, Łódź 1998.
- Oblicza awangardy. Roman Haubenstock-Ramati, Łódź 2000.
- Łódzkie środowisko kompozytorskie 1945–2000, Łódź 2001 (współautorstwo).
- XX-wieczny kwartet smyczkowy w twórczości kompozytorów polskich – przemiany, nurty, idee, Łódź 2005.
- Zobaczyć muzykę. Notacja polskiej partytury współczesnej, Łódź 2019.